# Taltal
Taltal est une ville portuaire et une commune du Chili dans la province d'Antofagasta, elle-même située dans la région d'Antofagasta. En 2012, sa population s'élevait à 13 493 habitants.

## Géographie
Taltal est située en bordure de l'Océan Pacifique dans le nord du Chili dans une région particulièrement aride occupée par le désert de l'Atacama. La commune, dont la superficie très étendue est de 20 405 km², touche au nord le territoire de la commune d'Antofagasta, au sud celui de Chañaral et à l'est celui de Diego de Almagro. Taltal est reliée au sud à Santiago du Chili, située à une distance de 1 160 km, par la Route 5 qui traverse le Chili du nord au sud. Elle est reliée à la capitale régionale Antofagasta située à environ 170 km au nord par la Route 1 (en).

## Histoire
En 1850, José Antonio Moreno commence les explorations pour des minerais et découvre du cuivre au lieu-dit "El Cobre". Deux ans plus tard, il établit une fondation et un quai, ce qui permet d'exporter le minerai vers le marché européen. En 1853, environ 60 ouvriers y travaillent. En 1855 Moreno étend ses opérations vers Taltal. En 1858, il découvre du cuivre à Cachiyuyal et installe une usine de traitement des minéraux sur la falaise sud de Taltal. Avec cela a commencé à arriver un nombre croissant de bateaux viennent à Taltal charger le minerai – mais, ne possédant pas d'autorisation officielle, ils doivent en demander la permission à l'Intendance d'Atacama à Copiapo et attendre l'envoi du personnel de Caldera pour effectuer le chargement et le déchargement. Ce grave problème conduit José Antonio Moreno à demander au gouvernement du Chili l'autorisation officielle du port de Taltal, qui est accordée par décret le 12 juillet 1858. C'est la naissance du port de Taltal.
La bourgade connaît une croissance rapide à compter de 1876 lorsque 21 gisements de nitrate de potassium sont mis en exploitation dans la région. 
Les premiers chargements de nitrate sont expédiées en 1879.
La Compagnie de chemin de fer de Taltal (es) construit une ligne de chemin de fer avec des capitaux anglais, pour transporter le nitrate depuis plusieurs mines dont celle de Cachinal de la Sierra jusqu'au port. L'ingénieur chargé de la construction de cette ligne est James Livesey. La ligne est inaugurée en 1882. Longue de 150 kilomètres, elle rejoint Cachinal de la Sierra et est dotée de ramifications vers toutes les mines de salpêtre. La production de nitrate atteint son pic dans les années 1930. La ville a alors plusieurs consulats, sa population atteint plus de 30 000 habitants ; son port a sept quais d'embarquement de marchandises et quatre quais pour passagers, et est le troisième plus grand port du nord du Chili pour le salpêtre.
Mais la concurrence des procédés de fabrication chimique du nitrate entraîne au cours des années 1950 l'effondrement de la production des mines chiliennes et une forte chute démographique de la ville. La ligne de chemin de fer est vendue à des particuliers en 1954 et est démantelée en 1970 après l'arrêt de la dernière mine de salpêtre.
Le 18 juin 1991, des pluies particulièrement importantes entraînent des avalanches de boue (en) qui dévastent une partie de la ville.

## Économie
L'économie de l'agglomération repose sur l'industrie minière et l'artisanat.

### Tourisme
Sur le vaste territoire désertique de la commune se trouvent la partie nord du Parc national Pan de Azúcar ainsi qu'à une centaine de kilomètres de la ville l'Observatoire du Cerro Paranal de l'Observatoire européen austral, un des observatoires astronomiques les plus puissants du monde.

Position de Taltal (en rouge) au sein de la Région d'Antofagasta.